# 櫻井淳子
櫻井淳子（日语：／ Sakurai Atsuko，1973年1月5日—），日本女演員。
出身於埼玉縣鶴島市。M's enterprise所屬。身高162cm。A型血。

## 經歷
櫻井淳子是在東京都澀谷區原宿竹下通被藝映工作人員發掘，而進入演藝圈。
1991年，她以電視劇《憂鬱的葡萄》出道。並在寫真偶像雜誌《UP to boy》獲頒第21代UP小姐獎。
1993年，首次主演電視劇《夏天的誘惑》。其演技在《夏天的誘惑》、《穿越午夜》因為獲得好評，獲得第31屆金箭獎放送新人獎、最優秀新人獎。
1998年至2003年，憑藉電視劇《庶務二課》（飾演 宮下佳奈）美魔女OL的形象，在之後的其它電視劇走妖豔的惡女、美魔女的路線中出現。
1998年，以電視劇《歡樂主婦妙芳鄰》第一次在黃金時段中獲得主演。
2002年，於電視劇《迷宮先生》飾演鴨川東署資料課七尾洋子之一角。至2011年播出《迷宮先生》第8系列這10年間，與主角鳥居勘三郎的演出者渡瀨恒彥搭檔演出。次年在2012年第9系列因設定異動降板，但是在2014年新春特別篇中以京都府警本部的刑警出現。2003年5月16日，與朝日電視台所屬的電視劇製作人島川博篤結婚。至於該製作人是在《迷宮先生》第1系列以製作人補一職的身分跟櫻井認識。
2006年，主演電視劇《美麗陷阱》。並憑藉惡女形象，獲得東海電視台體育娛樂獎。同年10月上映電影《不可思議的幸福列車》首次擔任主演。
2007年8月4日，女兒誕生（3056公克）。
2008年10月起，與女兒一起出演興和、的電視廣告短片。由於該廣告片是關於一位母親抱著嬰兒的故事，因此工作人員安排她和女兒合作。
2018年10月，從出道以來一直隸屬的藝映轉至Is.field。

## 人物、逸事
- 興趣：水肺潛水。
- 高中時期是輕音樂社所屬，負責貝斯手。
- 據本人透露，在被藝映發掘時，經紀公司曾有過讓她成為歌手的想法，但櫻井不擅長唱歌，也不太擅長，所以決定她只當演員[3]。
- 受女兒的影響，她是LDH八人女子表演團體Girls²的粉絲，並參加她們的發表活動和現場表演。

## 演出

### 電視劇
- 憂鬱的葡萄（日语：葡萄が目にしみる）（1991年9月16日，富士電視台）—飾 水野祐子
- 壞事（日语：悪いこと） 第19話「路上」（1992年9月10日，富士電視台）
- 電影般的戀愛（日语：映画みたいな恋したい） Little Darilng（1992年10月17日，東京電視台）
- 電視劇NEO（日语：ドラマNEO）（朝日電視台）
  - （1992年12月21日—24日）
  - （1993年9月27日—30日）
- 我是一個醜女人嗎？（日语：わたしってブスだったの?）（1993年4月—7月，TBS）
- 雁（日语：雁 (小説)）（1993年5月3日、10日，東京電視台）
- 捲袖護士物語（日语：腕まくり看護婦物語） 純情篇（1993年5月14日，富士電視台）—飾 漆原千春
- 夏天的誘惑（日语：誘惑の夏）（1993年6月—9月，東海電視台／富士電視台）—主演：飾 麻川沙樹
- 穿越午夜（日语：真夜中を駆けぬける）（1993年11月—12月，朝日電視台）—飾 剎那
- DEAD END（1994年1月3日，富士電視台）—主演
- 開台35週年紀念特別節目 刑警之戀（1994年4月7日，朝日電視台）
- 週六WIDE劇場（日语：土曜ワイド劇場）（朝日電視台）
  - 湖畔的別墅、殺手的拼圖（1994年6月4日）—飾 山下洋子
  - 殺人迷宮課名警部 連鎖追擊（1998年7月18日）—飾 見城可奈子
  - 火災調査官紅蓮次郎（日语：火災調査官・紅蓮次郎）6（2006年4月22日）—飾 水木櫻／野間口梓
  - 東京車站遺失物保管處（日语：東京駅お忘れ物預り所）（2007年—2014年）—飾 村尾由希子
    - 東京車站遺失物保管處1（2007年5月5日）
    - 東京車站遺失物保管處2（2008年10月25日）
    - 東京車站遺失物保管處3（2009年7月11日）
    - 東京車站遺失物保管處4（2010年7月3日）
    - 東京車站遺失物保管處5（2012年7月7日）
    - 東京車站遺失物保管處6（2013年6月29日）
    - 東京車站遺失物保管處7（2014年4月12日）

  - 終點站系列（日语：終着駅シリーズ）22（2009年3月14日）—飾 高林優子
  - 計程車司機之推理日誌（日语：タクシードライバーの推理日誌）31（2012年12月8日）—飾 古谷奈津美
  - 法醫學教室之事件檔案（日语：法医学教室の事件ファイルの登場人物#第21作 - 第40作（2005年 - 2015年））36（2013年3月30日）—飾 西島玲子
  - 監察官羽生宗一（日语：監察官・羽生宗一）3（2015年7月4日）—飾 三池塔子
  - 西村京太郎推理之旅（日语：西村京太郎トラベルミステリーの登場人物）65（2016年2月6日）—飾 吉澤冴子
- 回家（日语：カミング・ホーム (テレビドラマ)）（1994年7月—9月，TBS）—飾 城田紀代美
- 是我、夥伴（日语：私、味方です）（1995年1月—3月，TBS）—飾 松居由記
- 戰後50年特別劇場 匈牙利舞再次響起（1995年8月6日，朝日電視台）
- 可怕而神秘的故事（1995年9月2日，朝日電視台）—主演：飾 瑞穗
- 戀人啊（1995年10月—12月，富士電視台）—飾 一枝季里子
- 週一電視劇特集（日语：月曜ドラマスペシャル）（TBS）
  - 葬儀料理人系列（1995年11月6日）—飾 平井襟子
  - 外科醫生 織部英介（1996年2月19日、12月16日）—飾 織部愛
- 夢曆 長崎奉行（日语：夢暦長崎奉行）（1996年3月—9月，NHK）—飾 多美
- 新 週四怪談 生化人（日语：木曜の怪談#新 木曜の怪談）（1996年10月—11月，富士電視台）—飾 戒堂麻季
- 武士偵探事件簿（日语：さむらい探偵事件簿） 第6話（1996年12月10日，日本電視台）—飾 梓
- 她們的婚姻大事（日语：彼女たちの結婚）（1997年1月—3月，富士電視台）—飾 吉村由紀
- 最重要的人（1997年4月—6月，TBS）—飾 高倉沙織
- 週四怪談'97 惡靈學園（日语：木曜の怪談#木曜の怪談'97）（1997年5月，富士電視台）
- 闇之謝肉祭 ～四聖獸殺人事件～（1997年4月26日、5月3日，讀賣電視台）—主演
- 金田一耕助系列（日语：古谷一行の金田一耕助シリーズ#名探偵・金田一耕助シリーズ（1983年 - 2005年）） 獄門島（1997年5月5日，TBS）—飾 鬼頭月代
- 水戶黃門（日语：水戸黄門 (パナソニック ドラマシアター)） 第25部（日语：水戸黄門 (第22-28部)#第25部） 第26話「眼皮之父是風車 -飯田-」（1997年6月23日，TBS）—飾 御佳代
- 渥美清的啊啊、青春日記（日语：渥美清のあぁ、青春日記）（1997年9月24日，富士電視台）—飾 玉川綠（日语：谷幹一#人物）
- 流通戰爭（日语：流通戦争）（1998年1月，NHK）—飾 小松正里子
- 上品司機9（日语：上品ドライバー#上品ドライバー9）（1998年3月27日，富士電視台）
- 人情教授 夏目龍之介（日语：坊ちゃん教授の事件簿） 伊豆舞者謀殺案 定期寄給名聲高女大學生發送AV影片和偷拍照片的跟蹤狂（1998年5月8日，富士電視台）—飾 伊藤妙子
- 庶務二課（1998年—2013年，富士電視台）—飾 宮下佳奈
  - 庶務二課 第1系列（1998年4月—7月）
  - 庶務二課特別篇（1998年10月7日）
  - 庶務二課新年特別篇（2000年1月2日）
  - 庶務二課 第2系列（2000年4月—6月）
  - 庶務二課 FINAL 第3系列（2002年7月—9月）
  - 庶務二課 FOREVER（2003年1月1日）
  - 庶務二課 2013 第1話（2013年7月10日）
- 歡樂主婦妙芳鄰（日语：板橋マダムス）（1998年10月—12月，富士電視台）—主演：飾 青沼貴子
- 多情城市（日语：こいまち） 第4話（1999年2月2日，富士電視台）—主演：飾 秋山圭子
- P.S.我很好俊平（日语：P.S. 元気です、俊平#テレビドラマ）（1999年6月—9月，TBS）—飾 山邊粧子
- 蜜桃關係（日语：ピーチな関係）（1999年10月—12月，日本電視台）—飾 伊藤久乃
- 大河劇 葵德川三代（2000年，NHK）—飾 志乃
- 戀愛中毒（日语：恋愛中毒）（2000年1月—3月，朝日電視台）—飾 久保陽子
- 伊藤潤二恐怖漫畫精選 墓碑之鎮（2000年9月30日，朝日電視台）—主演：飾 香織
- 編集王（日语：編集王#テレビドラマ） 第7話（2000年11月21日，富士電視台）—飾 篠原友子
- 黑暗的手掌（日语：てのひらの闇#テレビドラマ）（2001年2月14日，東京電視台）—飾 大原真理
- 史上最惡劣的約會（日语：史上最悪のデート） 第16話（2001年3月25日，日本電視台）—飾 由希子
- 陰陽師（日语：陰陽師 (2001年のテレビドラマ)） 第2話（2001年4月10日，NHK）—飾 藤原貴子
- Heart（日语：ハート (テレビドラマ)）（2001年9月—11月，NHK）—飾 二宮由香里
- 熱血教師（日语：ガッコの先生）（2001年10月—12月，TBS）—飾 朝倉綾子
- TOYD（2002年3月24日，WOWOW）—飾 見城美咲
- 迷宮先生（2002年—2014年，朝日電視台）—飾 七尾洋子
  - 京都鴨川東署迷宮課迷宮先生 第1系列（2002年5月—7月）
  - 迷宮先生 第2系列（2003年4月—6月）
  - 迷宮先生 第3系列（2004年6月—9月）
  - 迷宮先生 第4系列（2005年4月—6月）
  - 迷宮先生 第5系列（2006年10月—12月）
  - 迷宮先生 第6系列（2008年10月—2009年3月）
  - 迷宮先生 第7系列（2010年4月—6月）
  - 迷宮先生 特別篇（2010年12月16日）
  - 迷宮先生 第8系列（2011年4月—6月）
  - 迷宮先生 新春特別篇（2014年1月3日）
- 好孩子的夥伴 ～新米保育士物語～（日语：よい子の味方 〜新米保育士物語〜） 第2話（2003年1月25日，日本電視台）—飾 早瀨由里
- 笑顏的法則（2003年4月—6月，TBS）—飾 大原菜津子
- 特命係長 只野仁（日语：特命係長 只野仁）（2003年—2012年，朝日電視台）—飾 坪內紀子
  - 特命係長 只野仁 1st Season（2003年7月—9月）
  - 特命係長 只野仁 特別篇第1彈（2004年12月22日）
  - 特命係長 只野仁 2nd Season（2005年1月—3月）
  - 特命係長 只野仁 特別篇第2彈（2005年8月7日）
  - 特命係長 只野仁 特別篇第3彈（2006年9月23日）
  - 特命係長 只野仁 3rd Season（2007年1月—3月）
  - 特命係長 只野仁 特別篇第4彈（2008年2月2日）
  - 特命係長 只野仁 特別篇第5彈（2009年1月3日）
  - 特命係長 只野仁 4th Season（2009年1月—3月）
  - 特命係長 只野仁 Final（2012年1月6日、7日）
- 女男物語（日语：女と男と物語）PARTII 第10話「夫婦吵架」（2003年12月6日，朝日電視台）—主演：飾 佐山正枝
- 浴火美人心（日语：火消し屋小町#NHK版）（2004年7月—8月，NHK）—飾 山田花子
- 忠臣藏（日语：忠臣蔵 (2004年のテレビドラマ)）（2004年10月—12月，朝日電視台）—飾 瑤泉院
- 為愛痴狂特別劇場（日语：恋のから騒ぎ#ドラマスペシャル）（2004年—2008年，日本電視台）
- 新春特別劇場 敗犬的遠吠（2005年1月8日，日本電視台）—飾 三澤雪乃
- 不愉快的基因 第5話（2005年2月14日，富士電視台）—飾 七重
- 怪談特別劇場（日语：怪談スペシャル）「座敷童子」（2005年8月2日，富士電視台）—飾 阿民
- 不在場證明的彼方（日语：夏樹静子ミステリー アリバイの彼方に）4（2005年11月11日，富士電視台）—飾 桐島絵里香
- 黑色皮包的女人（日语：黒いバッグの女）（2006年1月5日，朝日電視台）—飾 葛城節子
- 時效警察 第8話（2006年3月3日，朝日電視台）—飾 關原彌生
- 藝妓小春小姐的奮鬥記2（2006年5月3日，東京電視台）—飾 雪乃
- 美麗陷阱（日语：美しい罠）（2006年7月—9月，東海電視台／富士電視台）—主演：飾 飛田類子（不破類子）
- 牆角稅務官（日语：壁ぎわ税務官）（2006年7月14日，富士電視台）—飾 桐生麗
- 大女演員殺人事件（日语：ミス・マープルシリーズ (日本テレビのドラマ)）（2007年1月9日，日本電視台）—飾 蒼木麗螺
- 康子與健兒（2008年7月—9月，日本電視台）—飾 星川優紀子
- Smile（2009年4月—6月，TBS）—飾 掛井夕貴
- 衝擊！目擊者是女人 歷史懸疑劇場（日语：日本史サスペンス劇場）（2009年6月9日，日本電視台）—飾 阿船
- 斷絕（日语：断絶 (小説)）（2009年10月3日，朝日電視台）—飾 剱持和惠
- Untouchable ～事件記者鳴海遼子～ 第6話（2009年11月20日，朝日電視台）—飾 一條春果
- 轉職必勝班 第3話（2010年1月28日，朝日電視台）—飾 北川久美子
- 壞事2（日语：悪いこと） Nummer.3「偷竊」（2010年12月1日，富士電視台）—主演：飾 工藤麻衣子
- 週五Prestige（日语：金曜プレステージ）（富士電視台）
  - 檢察官霞夕子（日语：検事・霞夕子）1（2011年2月4日）—飾 宗田惠美
  - 糟糕檢事 ～矢場健的暴走搜査～（日语：ヤバい検事 矢場健〜ヤバケンの暴走捜査〜）2（2013年1月25日）—飾 胡桃澤律子
  - 外科醫生 鳩村周五郎（日语：外科医 鳩村周五郎#第3章・単独作）13（2014年7月4日）—飾 吉岡實
  - 山村美紗懸疑 紅色靈車（日语：赤い霊柩車シリーズ）34（2014年10月24日）—飾 高野真弓
  - 出張鑑定人寶來傳吉（日语：出張鑑定人・宝来伝吉）2（2016年2月27日）—飾 橫田道代 役
- 毒姬和我（日语：毒姫とわたし）（2011年9月—10月，東海電視台／富士電視台）—主演：飾 小山小麥
- 驚異死亡線（日语：死と彼女とぼく#テレビドラマ）（2012年9月21日，朝日電視台）—飾 竹內夏美
- 週三推理9（日语：水曜ミステリー9）（東京電視台）
  - Dr.門倉周平之事件診療錄（2012年9月26日）—飾 今村華子
  - 不倫調査員 片山由美（日语：不倫調査員・片山由美）14（2014年8月6日）—飾 平岡佳代子
  - 北海道警事件檔案 警部補五條聖子（日语：北海道警事件ファイル 警部補 五条聖子）3（2015年2月4日）—飾 三輪綾奈
  - 諏訪的驚人手臂警察醫生（日语：諏訪のスゴ腕警察医）2（2016年6月8日）—飾 塚本加奈子
- 週一黃金（日语：月曜ゴールデン） 霧冰 ～Isoben 里村珠美之事件簿～（日语：イソベン・里村タマミの事件簿）（2013年10月21日，TBS）—飾 乾陶子
- 明天媽媽不在 第1話（2014年1月15日，日本電視台）—飾 細貝晴美
- 隔壁的防災家族 ～一週間自宅生存術～（2014年8月31日，NHK）—飾 佐藤真知子
- 法庭新鮮人2（日语：そこをなんとか#テレビドラマ） 第8話（2014年9月21日，NHK BS Premium）—飾 馬場富江
- Binta！ ～律師事務員箕輪用愛解決一切～（日语：特攻事務員ミノワ#テレビドラマ） 第5話（2014年10月30日，讀賣電視台）—飾 秋野多香子
- 報佳音 ～聖誕奇蹟～（日语：キャロリング#テレビドラマ）（2014年11月—12月，NHK BS Premium）—飾 田所圭子
- 醫師們的戀愛情事（2015年4月—6月，富士電視台）—飾 仁志惠美
- Premium Drama（日语：プレミアムドラマ） 忌野清志郎（日语：忌野清志郎） 電晶體收音機（2015年5月3日，NHK BS Premium）—飾 坂口和子
- 年齡騷擾 第4話（2015年7月30日，朝日電視台）—飾 菊池明美
- 花燃燒（2015年，NHK）—飾 池谷伯爵夫人
- BAR檸檬心（日语：BARレモン・ハート#テレビドラマ） SEASON2 第14話（2016年7月4日，BS富士）—飾 土井綠
- 賣房女子 第7話、第8話（2016年8月24日、30日，日本電視台）—飾 酒本理惠
- 出租救世主 第4話（2016年10月30日，日本電視台）—飾 韮澤清美[9]
- 真實發生過的女性人生劇 唯利是圖的女人（2016年11月18日，富士電視台）—飾 三澤結子[10]
- 帶子信兵衛（日语：子連れ信兵衛）2（2016年，NHK BS Premium）—飾 豬熊川里緒
- 雲霧仁左衛門（日语：雲霧仁左衛門 (2013年のテレビドラマ)）（2017年，NHK BS Premium）—飾 阿浪
- Thrill！赤之章 ～警視廳庶務係瞳之事件簿（日语：スリル!〜赤の章・黒の章〜） 第1話（2017年2月22日，NHK綜合）—飾 後藤明子
- 櫻子小姐的腳下埋著屍體 第8話—最終話（2017年6月11—25日，富士電視台）—飾 臼渕沙月
- 科搜研之女 season17 第1話（2017年10月19日，朝日電視台）—飾 館川里美
- 京都南署鑑識檔案（日语：京都南署鑑識ファイル）12（2018年4月1日，朝日電視台）—飾 高木搖子
- 遺留搜查 第5系列 第6話「5億圓繼承糾紛!! 訂製的石頭和疑似鬼嫁的真實身份」（2018年8月23日，朝日電視台）—飾 鴻上紀香
- 特搜9 season2 第7話（2019年5月29日，朝日電視台）—飾 皆川悅子
- 刑警七人 SEASON5 第2話（2019年7月17日，朝日電視台）—飾 田宮映子
- 記憶搜查 ～新宿東署事件簿～ SP「令和的女殺人鬼」（日语：記憶捜査〜新宿東署事件ファイル〜#スペシャル（2020年））（2020年7月27日，東京電視台）—飾 伊藤惠
- 24 JAPAN（2020年10月9日—2021年3月26日，朝日電視台）—飾 山城圓[11]
- Sister（2022年10月20日—12月22日，讀賣電視台）—飾 三好奈美[12]
- 新潟民放4局聯合迷你電視劇 黎明前的她們（2022年12月3日—，UX新潟電視台21、NST新潟綜合電視台、BSN新潟放送、TeNY新潟電視台）—飾 明惠
- 被奪去肝臟的妻子（日语：肝臓を奪われた妻#テレビドラマ）（2024年4月3日—6月26日，日本電視台）—飾 中村聖子[13]
- 嘲笑的淑女（日语：嗤う淑女#テレビドラマ） 第5話（2024年8月24日，東海電視台、富士電視台系列）—飾 二森由美[14]
- 愛人轉生 -綠帽妻死後復仇-（日语：愛人転生 -サレ妻は死んだ後に復讐する-#テレビドラマ）（2024年9月6日—10月25日，每日放送）—飾 真山美枝子[15]
- 解謊偵探少女（2024年10月7日—12月16日，富士電視台）—飾 藤島雪乃[16]
- 形形色色孤獨的美食家 第6話（2024年11月9日，東京電視台）—飾 篠崎[17]
- Qros之女 以獨家新聞為名的瘋狂（日语：Qrosの女#テレビドラマ） 第6話、第8話（2024年11月11日、25日，東京電視台）—飾 小久保舞子
- 相棒 season23（2025年）—飾 北村（澤田）菜穗
- 最棒的歐巴桑中島春子（日语：最高のオバハン#テレビドラマ） 第4話（2025年1月25日，東海電視台、富士電視台系列）—飾 齋藤禮子[18]
- 家政夫三田園 第7季 第5話（2025年2月11日，朝日電視台）—飾 山口佐奈江[19]
- 失蹤者搜查班 消失的真相（日语：失踪人捜索班 消えた真実） 第1話（2025年4月11日，東京電視台）—飾 君嶋里美[20]

### 網路電視劇
- 貴公子少年（日语：御曹司ボーイズ）（2019年4月28日—6月16日，AbemaTV）—飾 相原夏子
- 媽媽們的遠距會議殺人事件（2020年8月—，AbemaTV）—主演[21]
- 卡車女孩2（日语：トラックめいめい#トラックガール） 最終話（2025年6月14日〈預定〉，FOD）[22]

### 電影
- 民暴之女（日语：ミンボーの女）（1992年公開）—飾 總經理的女兒
- 大病人（日语：大病人）（1993年公開）—飾 自行車少女
- 草刈十字軍（日语：草刈十字軍）（1997年公開）—飾 遠藤幸江
- 惡名（日语：悪名）（2001年公開）—飾 琴糸
- 星砂之島我的島（日语：星砂の島、私の島）（2004年公開）—飾 北條美由紀
- PIKA☆☆NCHI 生活艱難所以快樂（日语：ピカ☆☆ンチ LIFE IS HARDだからHAPPY）（2004年公開）—飾 辻風真澄
- 不可思議的幸福列車（日语：旅の贈りもの 0:00発）（2006年公開）—主演：飾 澤渡由香
- 特命係長 只野仁 最後的劇場版（日语：特命係長 只野仁 最後の劇場版）（2008年12月公開，松竹）—飾 坪內紀子
- Super Star（2011年公開）—飾 敏子
- 不可思議的幸福列車 迎向明天（日语：旅の贈りもの 明日へ）（2012年公開）
- 看護人（日语：みとりし）（2019年）—飾 山本良子[23]
- 未來的我（2019年公開[24]）—主演：飾 真理[24]
- 記憶屋（日语：記憶屋）（2020年）—飾 吉森朝子
- Last Summer Wars（2022年）—飾 主角的母親[25]
- 春天的氣息（2025年）—飾 藤森美佐子[26]

### 舞台
- （2001年，PARCO劇場（日语：PARCO劇場））—飾 海倫
- （2003年，THEATER/TOPS（日语：THEATER/TOPS））—飾 山口照代
- （2004年，東京環球劇場）—飾 梅菲絲
- 最後的忠臣藏（2009年，明治座／2010年，中日劇場）—飾 御槙
- 朗讀劇 預告犯（2018年9月16日、18日、19日、23日）—飾 刑警

### 綜藝節目
- 別在意!! SPORTS&WIDE（日语：どんまい!! VARIETYSHOW&SPORTS） 週三 an pon（1994年10月—1995年3月，日本電視台）—主持人
- SMAP×SMAP（不定期演出，關西電視台、富士電視台）
- （2008年5月16日，NHK）
- （2009年11月24日，CBC、TBS）
- Quiz！腦貝爾SHOW（日语：クイズ!脳ベルSHOW）（BS富士）
- 男女好機車（日语：痛快TV スカッとジャパン）（2021年8月16日，富士電視台）—飾 齋藤聰子

### 廣告
- 好侍食品「O'ZACK」（1992年）
- 一甲威士忌（日语：ニッカウヰスキー）（1993年）
- 好侍食品
- 日本美研
- UTENA（日语：ウテナ）
- 日清食品「JAPON」
- SOURCENEXT（日语：ソースネクスト）
- OZIO（日语：オージオ）化妝品
- 獅王「A」
- 興和（日语：興和 (商社)）（2006年—）
- （2015年）

## 寫真集
- 《South Bound》（1994年4月，Schola社（日语：スコラ社），攝影：橫木安良夫（日语：横木安良夫））ISBN 978-4796201650
- 《'Cause falling in Love》（1995年8月，文化社，攝影：橫木安良夫）ISBN 978-4821120598
- 《Blanc》（2001年1月31日，BAUHAUS，攝影：平地勳）ISBN 978-4894616172

## 其它
- （2000年）
- 《『ATSUKO』》（2001年1月發行）

## 外部連結
- 櫻井淳子｜M's enterprise （页面存档备份，存于） （日語）
- 櫻井淳子的X（前Twitter） （日語）
- 櫻井淳子的Instagram帳戶 （日語）